# Dobývání Aztécké říše
Dobývání Aztécké říše Španěly, potažmo Mexika, začalo v únoru roku 1519 a skončilo 13. srpna 1521. Výpravě velel Hernando Cortés. Cortés neměl nařízeno, aby se pokoušel o dobytí tak veliké říše, což nakonec dokázal. Aztékové byli pověstní válečníci, avšak jejich říše byla slabá a jejich ujařmené národy čekaly na vhodnou chvíli ke vzpouře. To byl také hlavní důvod, proč se Cortésovi podařilo Aztéky porazit. Za celé dva roky výpravy Cortés mnohokrát zvítězil, porážka ho však také neminula. Za noci, kterou Španělé nazvali La Noche Triste („Smutná noc“), byla většina jeho mužů pobita. Španělé se ale vrátili a spolu se svými indiánskými spojenci dobyli Tenochtitlán, hlavní město Aztéků. Většina aztéckých památek byla během dobývání zničena a téměř všichni Aztékové zahynuli. Také nemoci zdecimovaly většinu domorodé populace, která nebyla proti nim dostatečně imunní, a neušetřily ani spojence Španělů, kteří bojovali po jejich boku proti Aztékům. Španělům však nic nebránilo získat celé Mexiko a udrželi si ho následujících 300 let.

## Nový svět

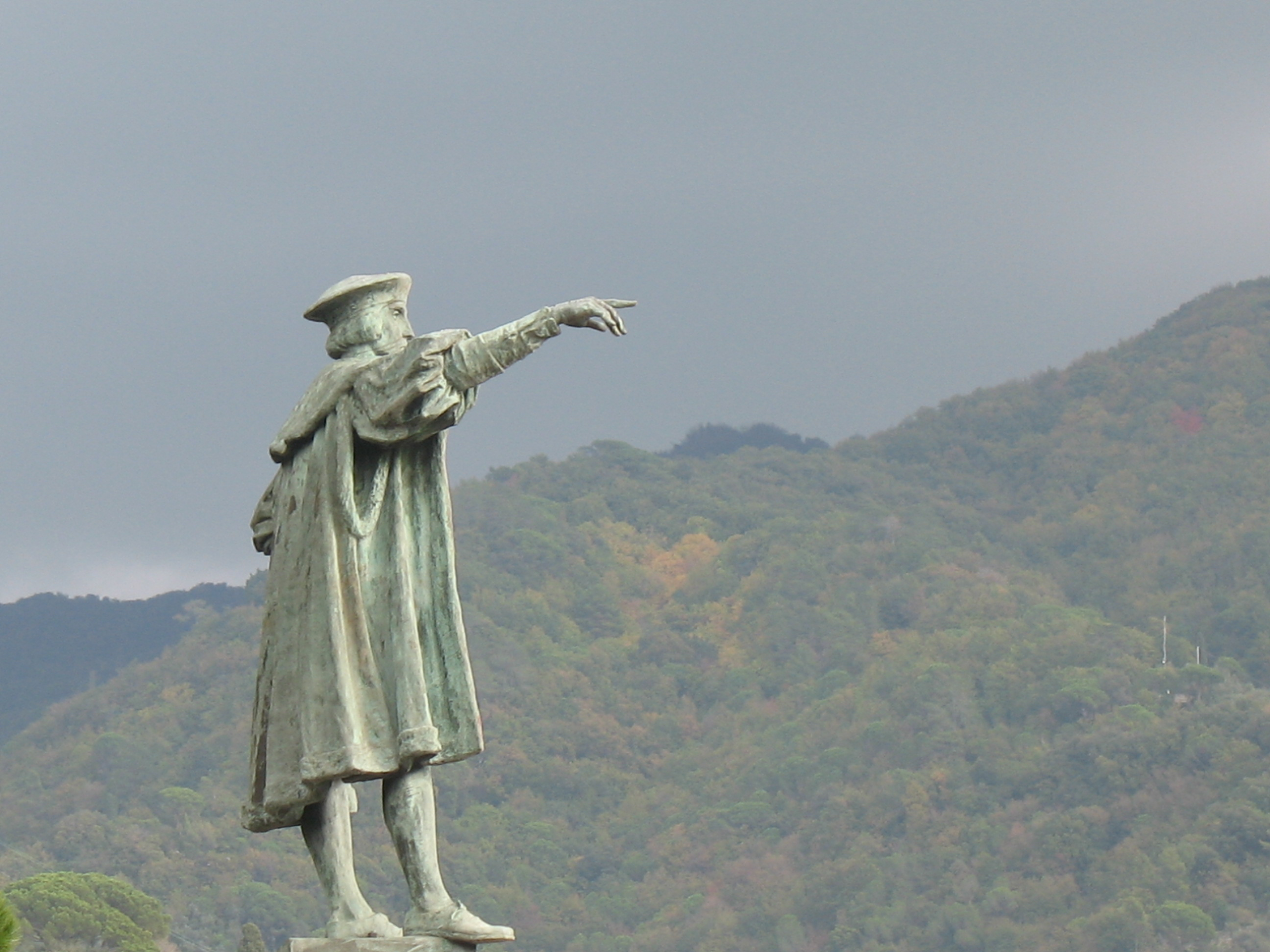
Socha Kryštofa Kolumba

V noci 12. října 1492 pomalu pluly po Atlantském oceánu směrem k západu tři malé plachetnice. Plavily se teď už přes měsíc po neznámém moři. Neměly daleko ke vzpouře[zdroj?]. Náhle se na obzoru vynořila země.
Takto začala nová éra a byl objeven nový neznámý svět. Ameriku obývali pouze Indiáni a neměli tušení, co je čeká. Zprávy o tom, že Kryštof Kolumbus objevil Ameriku, se rychle šířily a mnoho Španělů zde chtělo zbohatnout, dostat půdu a nebo začít nový život.

### Dobývání Karibiku
Španělé ihned rozpoznali možnost získání nových území a tak začali dobývat Karibik. Původní obyvatelé, Indiáni, zde žili primitivním způsobem a proti Španělům se nezmohli na nějaký větší odpor. Postupně byly karibské ostrovy dobyty a začali se zde usazovat Evropané. Většina Indiánů zemřela buď násilnou smrtí, nebo na nemoci, které sem zavlekli Evropané. Toto dobývání stálo životy desetitisíců Indiánů a většina jejich historických památek byla zničena. Evropané si mysleli, že Indiáni na pevnině budou stejní, i když se objevovaly legendy, které mluvily o velkém království na západě.

### Výzkumná cesta

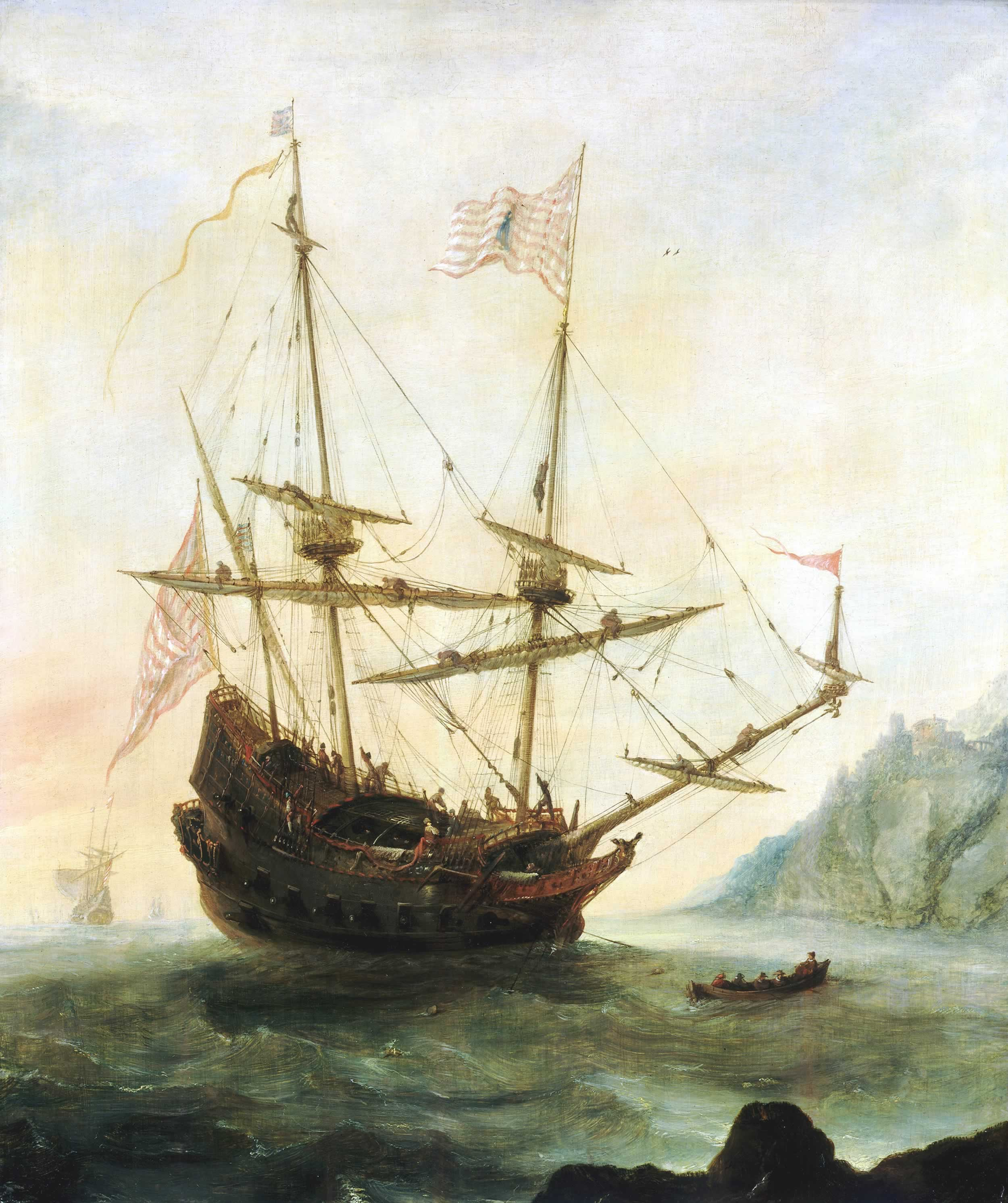
Takovéto karaky používali Španělé při průzkumných plavbách v Americe

Dne 8. února 1517 vyslal Velásquez, guvernér Kuby, Franciska Hernándeze de Córdoba na výzkumnou cestu na západ, kde měl hledat poklady. Sotva Cordóba vyplul na otevřené moře, zahnala ho bouře do neznámých končin. O tři týdny později doplul k nehostinnému pobřeží. Když vystoupil se svými vojáky na pevninu, objevil k svému úžasu indiánskou civilizaci, o níž neměl nikdo ani tušení. Stály tam kamenné domy a bohatě zdobené chrámy podobající se pyramidám. Obyvatelé té země nosili obleky z barevných bavlněných látek.
Cordóba přistál na poloostrově Yucatán, přesně na západ od Kuby. Objevil tam předkolumbovskou americkou civilizaci, civilizaci Mayů. Na rozdíl od povolných Aravaků, obývajících Karibské ostrovy, byli Indiáni na pevnině velmi bojovní. Sprškou kamenů a šípů zahnali Cordóbu a jeho vojáky na útěk. Cordóba se potom vydal kolem poloostrova, ale také na pobřeží Campeche, státu na jihovýchodě Mexika, narazil na tak nepřátelské Indiány, že utrpěl velké ztráty a rozhodl se vrátit na Kubu. O rok později dne 1. května 1518, vyslal Velásquez na tutéž cestu druhou výpravu, pod velením Juana de Grijalva. Ten se dostal až do dnešního Tabaska a narazil na přátelské Indiány, s nimiž si mohl pohovořit. Tady se dověděl o zemi jménem Mexiko, mocném státě ve vnitrozemí, kde je prý ohromné množství zlata.

### Moctezuma II.

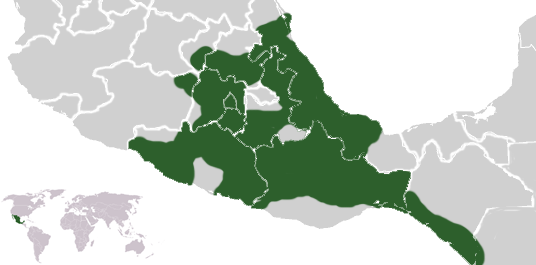
Říše Aztéků na vrcholu moci

Tři sta kilometrů odtud v Tenochtitlánu, hlavním městě Aztéků, Moctezuma II. celý měsíc sledoval každý Grijalvův krok. Rychlí poslové mu podávali podrobné zprávy o jeho lodích, o počtu ozbrojených mužů a o dalších zajímavostech. Moctezuma chtěl vědět stále víc, neboť příchod neznámých mužů se přesně shodoval s věštbou o návratu boha Quetzalcoatla. Bílá pleť, vousy a nadpřirozené zbraně Španělů přesně odpovídaly indiánské legendě. Věštba říkala, že se Quetzalcoatl vrátí v roce Ce Acatl, tedy příštího roku. Bůh se zřejmě chystal znovu usednout na svůj trůn. Bylo třeba přivítat ho velice přátelsky – Moctezuma byl teď středního věku a bude-li mu osud přát, podaří se mu boha přimět k tomu, aby se vrátil až po jeho smrti. Moctezuma vyslal své vyslance do Tabaska, aby mu přinesli zprávu o bílých mužích. Vyslanci mu vyprávěli o obrovských domech na vodě. Cizinci také Aztékům řekli, že se brzy vrátí. Teď Moctezuma věděl, že se Quetzalcoatl vrátí.

#### Nová výprava

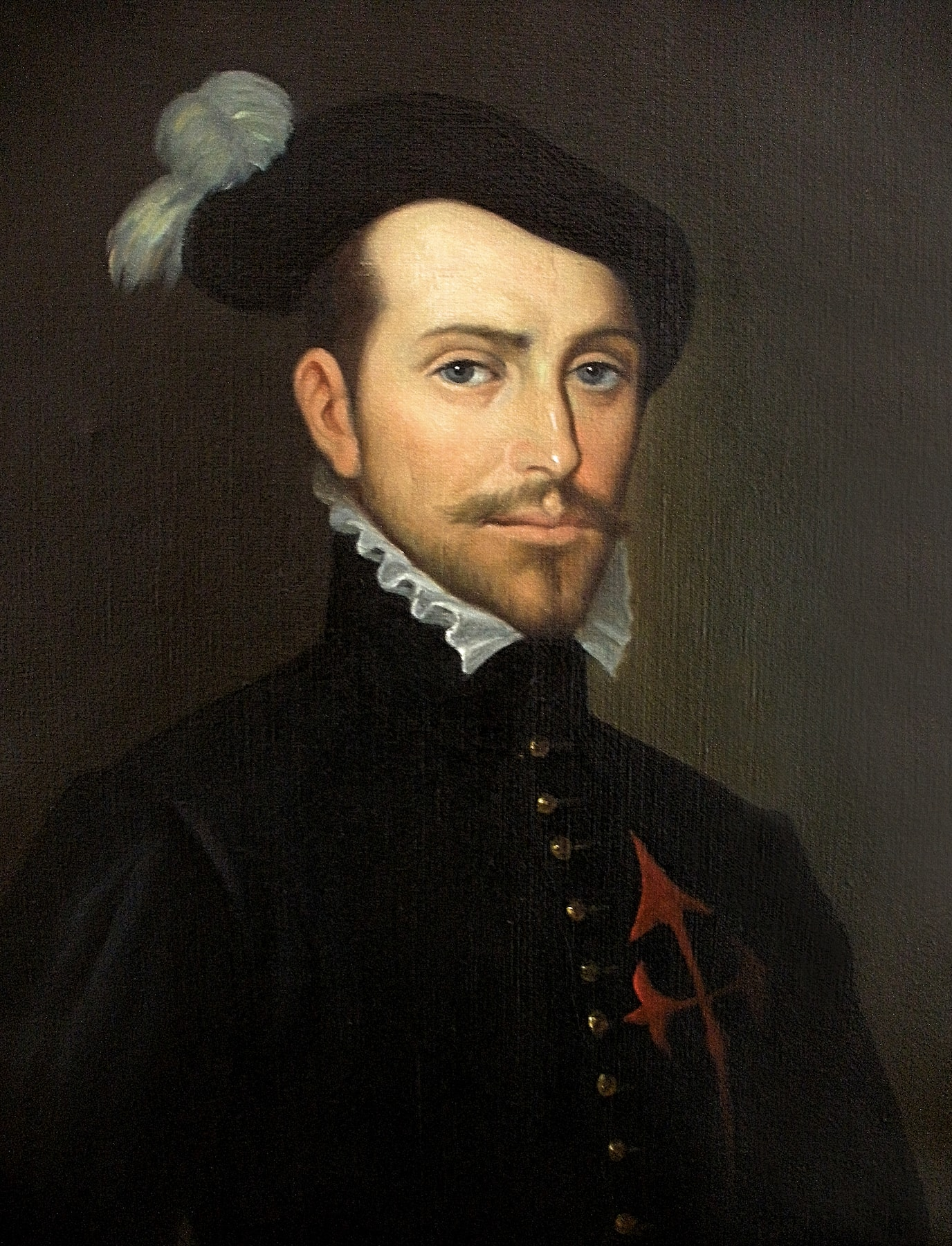
malba zachycující tvář Hernána Cortése

Teď, kdy se zdálo, že zprávy o bájném království na západě odpovídají pravdě, chtěl si guvernér Velásquez tuto zemi podrobit. V největším spěchu sestavil novou, mnohem větší výpravu, jejímž vedením nakonec pověřil Hernanda Cortése. Cortés, který na takovou příležitost už dlouho čekal, zastavil celý svůj majetek a uhradil valnou část nákladů. Když bylo všechno připraveno, vydal se Cortés 18. února 1519 na moře. Vezl s sebou na jedenácti lodích 550 vojáků, patnáct koní, deset mosazných děl, kuše a arkebuzy.

### Přistání na pevnině
Cortés zamířil k ostrovu Cozumel před pobřežím Yucatánu. Když tam dorazil, zjistil, že část jeho mužů tam přistála už před ním a Indiány oloupila. Pobouřen tímto neodpovědným jednáním povolal k odpovědnosti tvrdohlavého Pedra de Alvarada a poručil, ať je majetek Indiánům vrácen. Cortés dbal vždy na zachování diplomatických zvyklostí. Cortés potřeboval doplnit zásoby a zamířil do Tabaska. Zdejší Indiáni však Cortése napadli a měli značnou početní převahu. Avšak evropská taktika a zbraně zvítězily nad Indiány. Indiánští náčelníci odpřisáhli, že se stávají poddanými španělského krále, a přijali křesťanství. Potom obdarovali Španěle mnoha dary. Mezi dary pro Cortése bylo také dvacet dívek z Tabaska. Jedna z nich, zvaná Malinche, se stala Cortésovou milenkou a porodila mu i syna. Chápavá Malinche se brzy naučila španělsky a dávala Cortésovi cenné rady ohledně Aztéků. Cortés byl natolik chytrý, aby jí důvěřoval a dbal vždy na její rady.

## Cortésova výprava

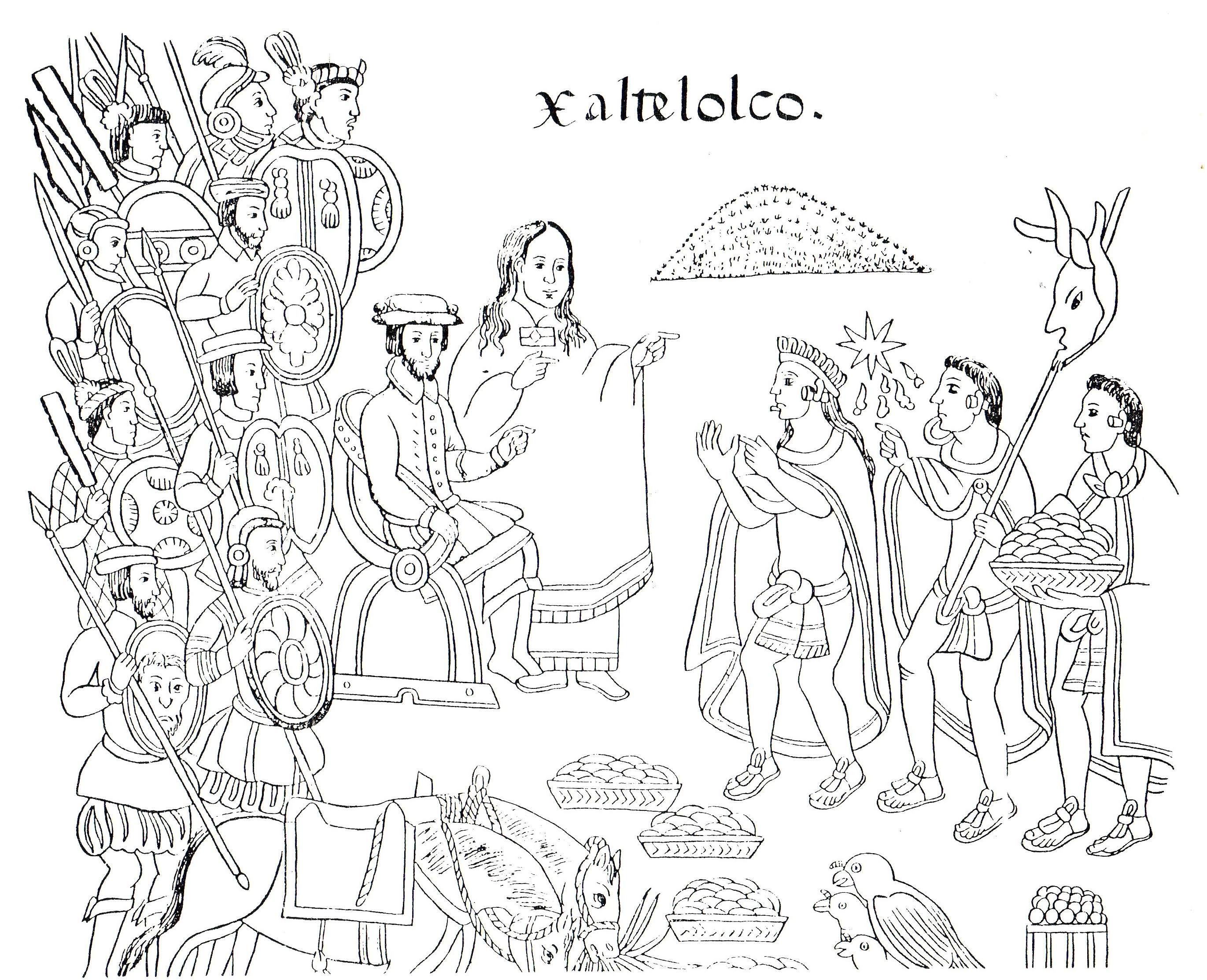
Cortés se svou milenkou a překladatelkou Malinche rozmlouvají s vyslanci Tlaxcaly

Cortés a jeho muži přistáli u nehostinné části mexického pobřeží. Nazvali toto ploché, písečné, moskyty zamořené území Tierra Caliente. Teplé, páchnoucí bažiny pro ně byly utrpením. Proto Cortés odvedl svůj oddíl dál k severu, do příjemnějších končin. Tam se osvobodil z Velásquezova jařma. Dal se zvolit za kapitána a nejvyššího soudce nové kolonie – od té chvíle neuznával kraj, kde leží dnešní Veracruz, jinou autoritu než autoritu španělského krále Karla V. Aby měl jistotu, že ho vojáci budou následovat, dal potopit všechny lodě.
Mezitím ho navštívili vyslanci jednoho náčelníka z totonacké federace slučující městské federace této oblasti. Stěžovali si, že na ně Aztékové jako na vazaly nakládají nesnesitelná břemena, a žádali o pomoc. Chytrý Cortés poznal, že se mu naskýtá příležitost posílit své oddíly, početně tak slabé. Určitě zde sídlí ještě další kmeny, jež musejí odvádět Aztékům daně a jsou stejně nespokojené jako totonačtí Indiáni. Poradili Cortésovi, aby táhl na Tlaxcalu, jejíž obyvatelé cítí k Aztékům rovněž nepřátelství.

### Spojenectví s Tlaxcalou
Španělé opustili Cempoalu uprostřed srpna roku 1519 a o čtrnáct dní později dorazili do Tlaxcaly. Její obyvatelé nebyli Aztéky nikdy podrobeni, a proto Cortésovi, který vyjednával s Moctezumovými posly a totonackými Indiány, vazaly Aztéků, příliš nevěřili. Jejich postoj byl jasný: Zabijeme ty bohy a jejich maso sníme. A bez váhání na Španěly zaútočili.
Cortésovy oddíly byly co do počtu beznadějně slabší a navíc narazily tentokrát na protivníka, který byl mnohem bojovnější než pobřežní kmeny a dovedl lépe vládnout zbraněmi. Zvlášť účinné byly v rukou zkušených Indiánů vrhače kopí. Cortés měl však na své stráně jednu obrovskou výhodu – děla. Každá střela z děla pobila další desítky Indiánů. Boj potom pokračoval a Španělé zvítězili. Indiáni se Cortésovi vzdali se slovy: Učinili jsme vše, abychom tebe a tvé průvodce zabili, ale naši bozi jsou proti tobě bezmocní. Tlaxcaltékové Cortése ve svém městě přivítali a obdarovali ho. Podpora tohoto kmene byla pro Cortése velkou výhrou, neboť věrnější a odhodlanější spojence nikdy nenašel.

### Cholula

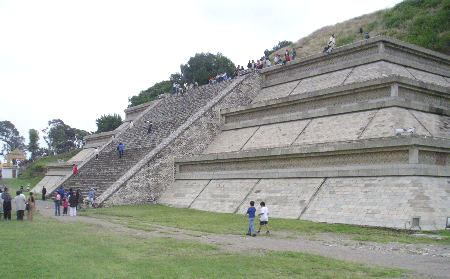
Rekonstrukce velké pyramidy v Cholule

Za Cortésova pobytu v Tlaxcale se Moctezuma znovu ozval. Tentokrát pozval Španěly do Tenochtitlánu a navrhl, aby se tam vydali přes Cholulu. Cholula byla svatým městem boha Quetzalcoatla. Kromě čtyř set chrámů tam byla pyramida větší než Cheopsova (Chufuova) v Egyptě. Tlaxcalští spojenci Cortése varovali, že cesta přes Cholulu je léčka. Když Cortés přesto pozvání přijal, dali mu na cestu 600 bojovníku jako tělesnou stráž.
 Teď už dělila Španěly od jejich cíle Tenochtitlánu, vzdáleného 130 kilometrů, pouze Cholula. Její obyvatele, kteří ho přivítali před městem, pobouřila přítomnost úhlavních nepřátel, Tlaxcaltéků. Cortés proto poručil svým spojencům, aby zůstali mimo hranice města, zatímco on sám se ubytoval v chrámové čtvrti.

#### Masakr v Cholule

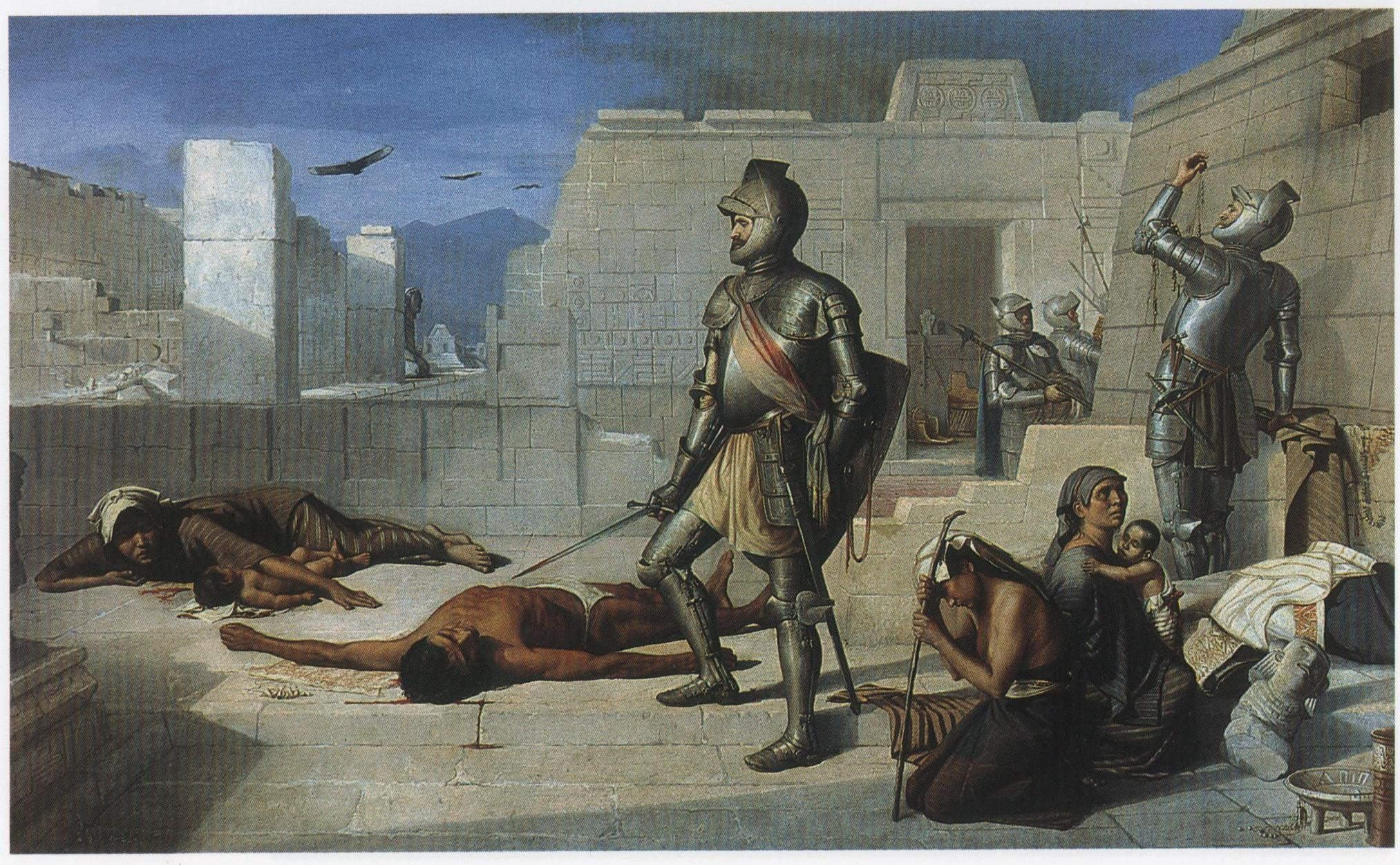
Félix Parra: Masakr v Cholule

Španělští vojáci si začali všímat některých znepokojivých znamení. Určité městské ulice přehrazovaly barikády a na plochých střechách domů byly navršeny hromady kamení, které mohly sloužit jako zbraň. Malinche Cortése varovala, že se Indiáni chystají Španěly pobít. Cortés reagoval okamžitě. Pozval všechny bojovníky, náčelníky a hodnostáře do chrámového okrsku. Předtím rozmístil strategicky děla, některá mířila na náměstí, jiná na přístupové ulice. Všechny městské brány obsadili španělští kopiníci. Když se dav shromáždil, obvinil je ze zrady. Potom zahájili Španělé palbu a pěšáci se s tasenými meči vrhli na indiány, zatímco kopiníci blokovali ústupové cesty. Cholulští bojovníci běželi na pomoc svým druhům, ale španělští dělostřelci je kosili svou palbou z děl. Pak zaútočili ještě Tlaxcaltékové a napadli Cholulany zezadu.
Teď už byla cesta na Tenochtitlán volná.

### Cesta k Tenochtitlánu
Pouhý jeden týden a 60 kilometrů dělily Cortése od Moctezumy. Dne 1. listopadu 1519 opustili Španělé Cholulu, truchlící město. Po třiceti kilometrech před sebou spatřili obě slavné sopky, Popocatépetl a Ixtacihuatl s dvěma vrcholky. Cortésova trasa vedla přímo mezi těmito zasněženými vrcholky, které se tyčí do výšky přes 5000 metrů. Když nastala noc, utábořilo se vojsko asi deset kilometrů od průsmyku. Druhý den ráno stoupali dál. Odtud měli výhled na celé Mexické údolí.

#### Setkání Cortése a Moctezumy

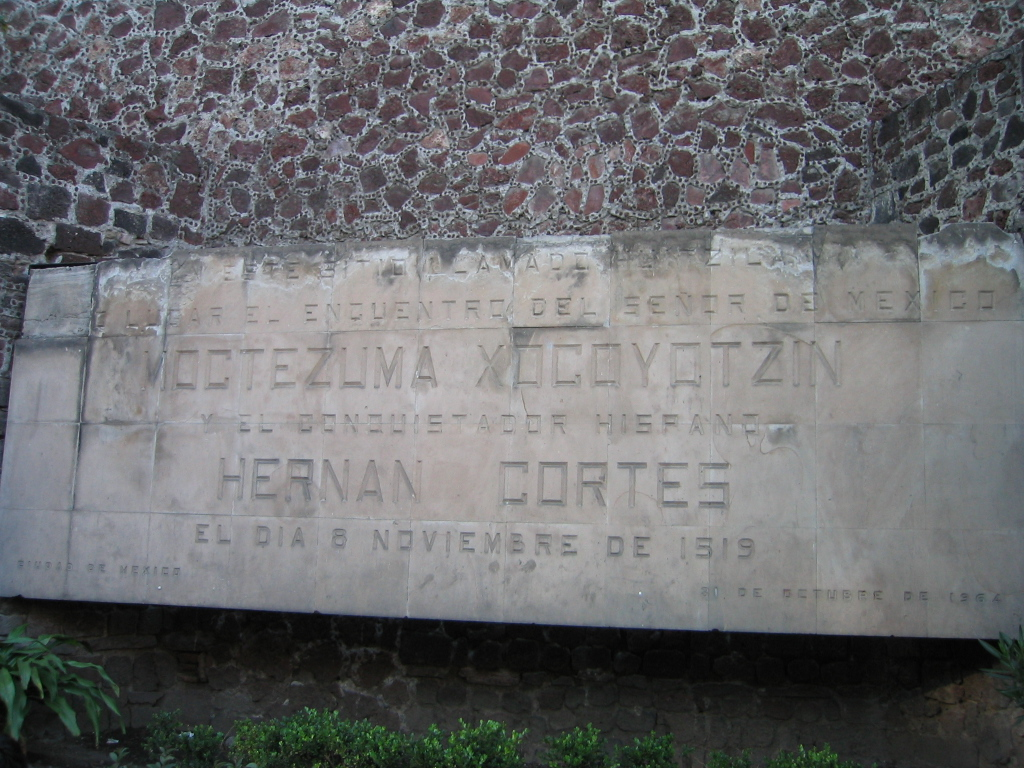
Místo kde se setkal Moctezuma II. a Hernando Cortés

Moctezuma přivítal Španěly před městem. Širokou ulici, po které ho nesli ve zlatých nosítkách posázených klenoty, lemovali šlechtici. Zelený baldachýn, ozdobený ocasními pery posvátného ptáka kvesala, ho chránil před sluncem. Před nosítky zametali dvořané zem a kladli na ni bavlněné koberce. Šlechtici klopili oči, když kolem nich nesli panovníka chystajícího se přivítat cizince, které sem přes moře poslalo nebe. Mexickou verzi tohoto historického setkání zapsal Bernardino de Sahagún.
Je pravda, že jsi Montezuma? zeptal se Cortés. A král řekl: Ano jsem Montezuma. Potom vstal, aby Cortése pozdravil. Předstoupil, hluboce se uklonil a pronesl tato slova: Pane jsi unaven. Cesta tě vyčerpala, ale nyní jsi dorazil na zemi. Přišel jsi do svého města. Přišel jsi usednout na svůj trůn, pod jeho baldachýn. Králové před tebou, tvoji zástupci, ho střežili a uchovali pro tvůj příchod... Znají králové osud těch, jež zanechávají po sobě, svých potomků? Kdyby se tak mohli dívat? Kdyby mohli vidět, co vidím já! Ne, já sním... Teď tě přece vidím. Stojím naproti tobě. Pět, deset dnů jsem byl na smrt nemocen, zatímco moje oči hleděly do říše tajemství. A teď si přišel z mraků a mlhy, abys usedl na svůj trůn. Tak to prorokovali králové vládnoucí tvému městu – a teď se to stalo skutečností. Vrátil ses k nám, sestoupil jsi z nebe. Odpočiň si a ujmi se svého paláce. Buď vítán ve své zemi, můj bože! Cortés odpověděl: Řekněte Montezumovi, že přicházíme jako přátelé.

#### Unesení Moctezumy

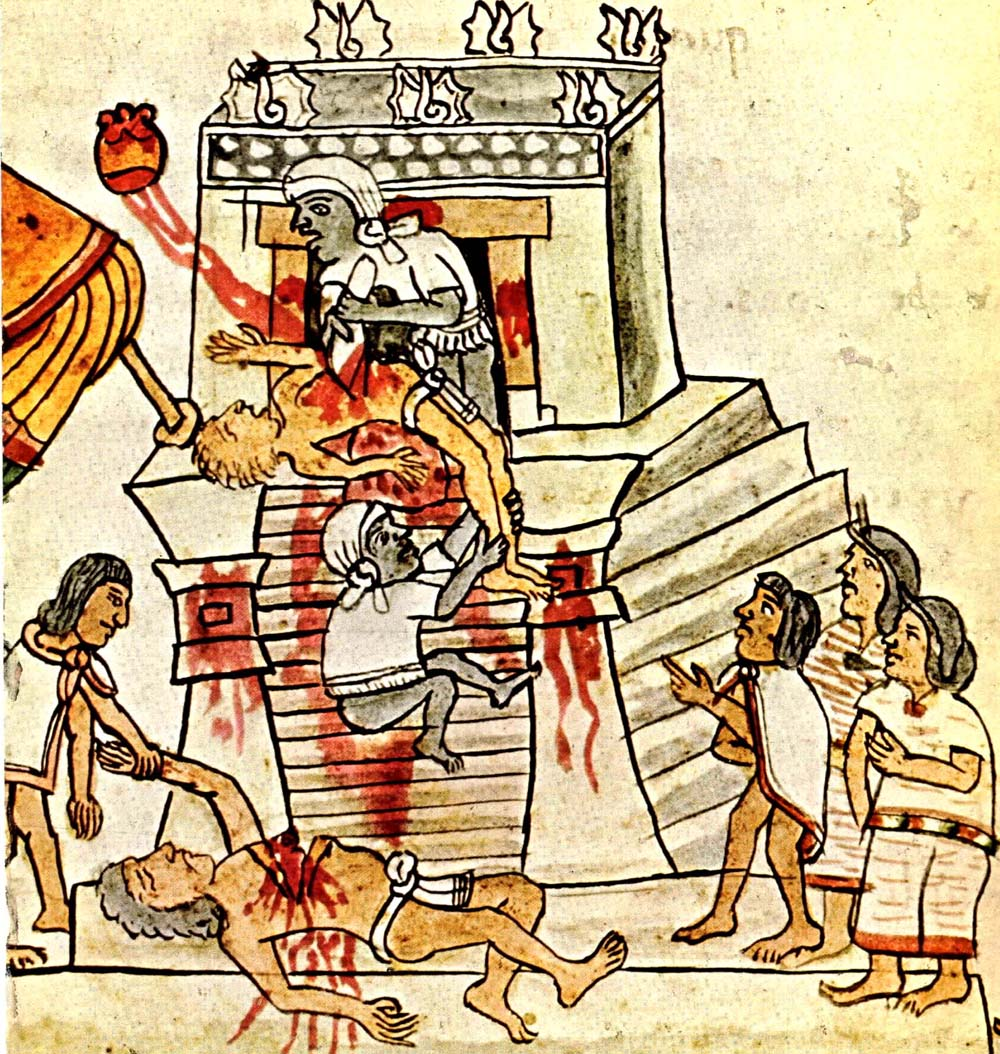
Aztécké lidské oběti

Španělé se ubytovali v překrásném paláci na hlavním náměstí. Moctezuma jednal s Cortésem s vybranou zdvořilostí, ale ten se měl stále na pozoru. Po týdnu pojal Cortés odvážný plán. Rozhodl se krále zajmout a překvapivě se zmocnit vlády nad Aztéky. Moctezuma měl panovat dál jen formálně, jako loutka v jeho rukou. Tento plán uskutečnil Cortés tak, že se s třiceti muži a Malinche vydal do královského paláce. Tam prohlásil, že krále odvede do svého sídla, aby ho tam mohl střežit. Moctezuma se vzpouzel, ale když Malinche řekla, že pokud nepůjde, bude zabit, souhlasil. Poté musel Moctezuma odpřisáhnout věrnost králi Karlu V.

#### Narvaézova výprava
Cortésovi se donesla zpráva, že připlul silný španělský oddíl pod vedením Pánfila de Narvaéze, aby zúčtoval s rebely. To mohlo být pro Cortése nebezpečné, protože mnoho vojáků shromažďovalo zlato. Proto přenechal velení nad Tenochtitlánem Alvaradovi a vydal se s více než polovinou mužů (přibližně 260) proti Narvaézovi, který měl k dispozici 900 mužů. Pod ochranou noci a prudkého deště se Cortésovi podařilo Narvaéze překvapit a porazit. Během boje se však Cortésovi donesla hrozná zpráva.

### Povstání Aztéků
Za Cortésovi nepřítomnosti Alvarado dovolil Aztékům, aby slavili velký svátek toxcatl, během něhož nosili sochu Huitzilopochtliho (aztéckého boha) od jednoho chrámu ke druhému. V den oslav se tisíce neozbrojených Aztéků, ozdobených pery a vzácnými drahokamy, sešly na hlavním náměstí k rituálnímu tanci. Alvarado buď dostal strach, anebo bohaté ozdoby tanečníků vzbudily jeho chtivost a dal signál k útoku. Krvavý masakr, který zde nastal, stál život skoro celé aztécké mládeže a šlechty. Alvarado a jeho muži utekli zpátky do paláce, kde je rozzuření obyvatelé Tenochtitlánu začali obléhat.
Když se Cortés vrátil do města, panoval tam mrtvý klid. Cortés měl výbornou náladu. Nemusel si cestu na zpět probojovat, jak se obával. Z kubánských oddílů k němu přeběhlo tolik vojáků, že se jeho vojsko ztrojnásobilo. Neuvědomil si však, že muž zaručující jeho nezranitelnost je bezmocný. Nejvyšší rada už totiž hledala Moctezumova nástupce. Cortés, který si přál, aby se ve městě opět konal trh, propustil ze zajetí králova bratra Cuitláhuaca. Tím dal Aztékům nového vůdce, pod jehož vedením Indiáni hned příští den na Španěly zaútočili. Jejich zuřivost Španěly překvapila:
Nepomáhala ani děla, ani arkebuzy, ani kuše, ani boj muže proti muži. Bojovali dál se stále větší urputností a jejich řady byly stejně husté jako na začátku..... napsal Díaz.
Pátého dne vyzval Cortés Moctezumu, aby svému lidu řekl, že Španělé odtáhnou, když jim zajistí volný odchod z města. Moctezuma s ním souhlasil jen váhavě, protože věděl, že už nic nepořídí – jeho bývalá moc přešla na jeho bratra. Moctezuma vystoupil na střechu paláce. Bojová vřava ustala. Sotva však začal mluvit o Španělech, kteří stáli z obou stran vedle něho, ozval se zuřivý výkřik. Tři kameny zasáhly Moctezumu, jeden z nich ho smrtelně do spánku.

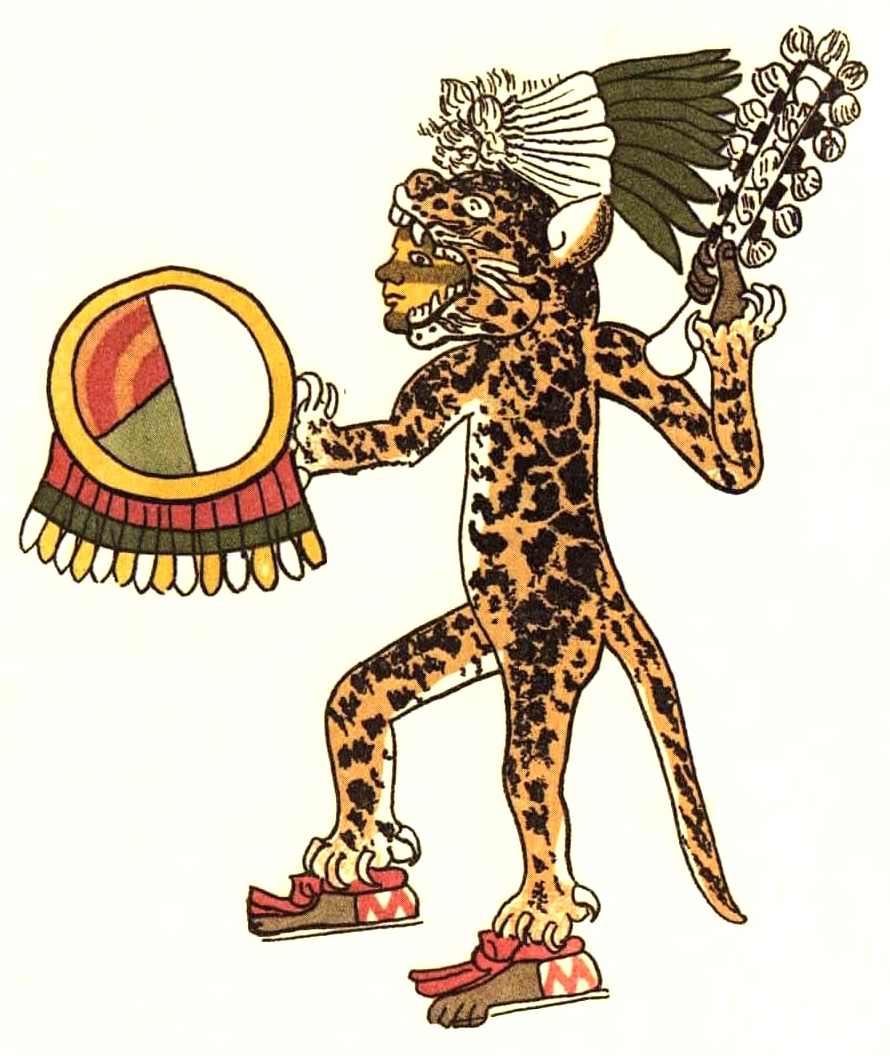
Aztécký jaguáří bojovník

Cortés poznal, že šance Španělů na přežití bude tím menší, čím déle zůstanou ve městě. Musejí se probít přes jezero na pevninu. Nejkratší cesta na západ do Tacuby byla dlouhá pouze tři kilometry. Cestou však bylo potřeba překonat osm kanálů, přes které teď nevedly mosty, protože je Aztékové strhli. Cortés dal sestrojit přenosný most, pomocí něhož chtěl kanály zdolat. Svůj plán uskutečnil v den Moctezumovy smrti.
V noci 30. června 1520, která je známá jako La Noche Triste (strašná nebo smutná noc), se armáda vykradla z paláce. Španělé se pokusili projít prázdným městem pod ochranou temnoty, ale Aztékové zanedlouho začali bít na poplach. Kněží bušili do bubnů, že se to rozléhalo do celého údolí. Jezero bylo plné kánoí, které se snažily Španělům odříznout cestu. Přenosného mostu se Španělé museli vzdát. Aztékové na ně házeli z kánoí kameny a vrhali šípy a kopí. Mrtvoly koní, lidská těla, děla a odvlékané poklady tvořily teď mosty, po nichž vojáci přecházeli z jednoho úseku na druhý. Cortés, krvácející z mnoha ran, se dostal na pevninu, v bezpečí byla i Malinche. V nesnázích se octl Alvarado a jeho vojáci. Cortés cválal na koni zpátky a probojoval se k poslednímu mostu, na jehož druhé straně stál Alvarado obklíčen Indiány. Alvarado zapíchl kopí do spleti těl a kánoí před sebou a mohutným skokem se přehoupl na druhou stranu.
V následujícím rozbřesku oba viděli, jaké ztráty při průlomu utrpěli. Zemřelo přibližně 600 Španělů a tisíce indiánských spojenců. Podle legendy se Cortés otočil a hořce se rozplakal nad cypřišem, který stojí dodnes v Mexiku a připomíná tuto událost.

#### Doplnění sil

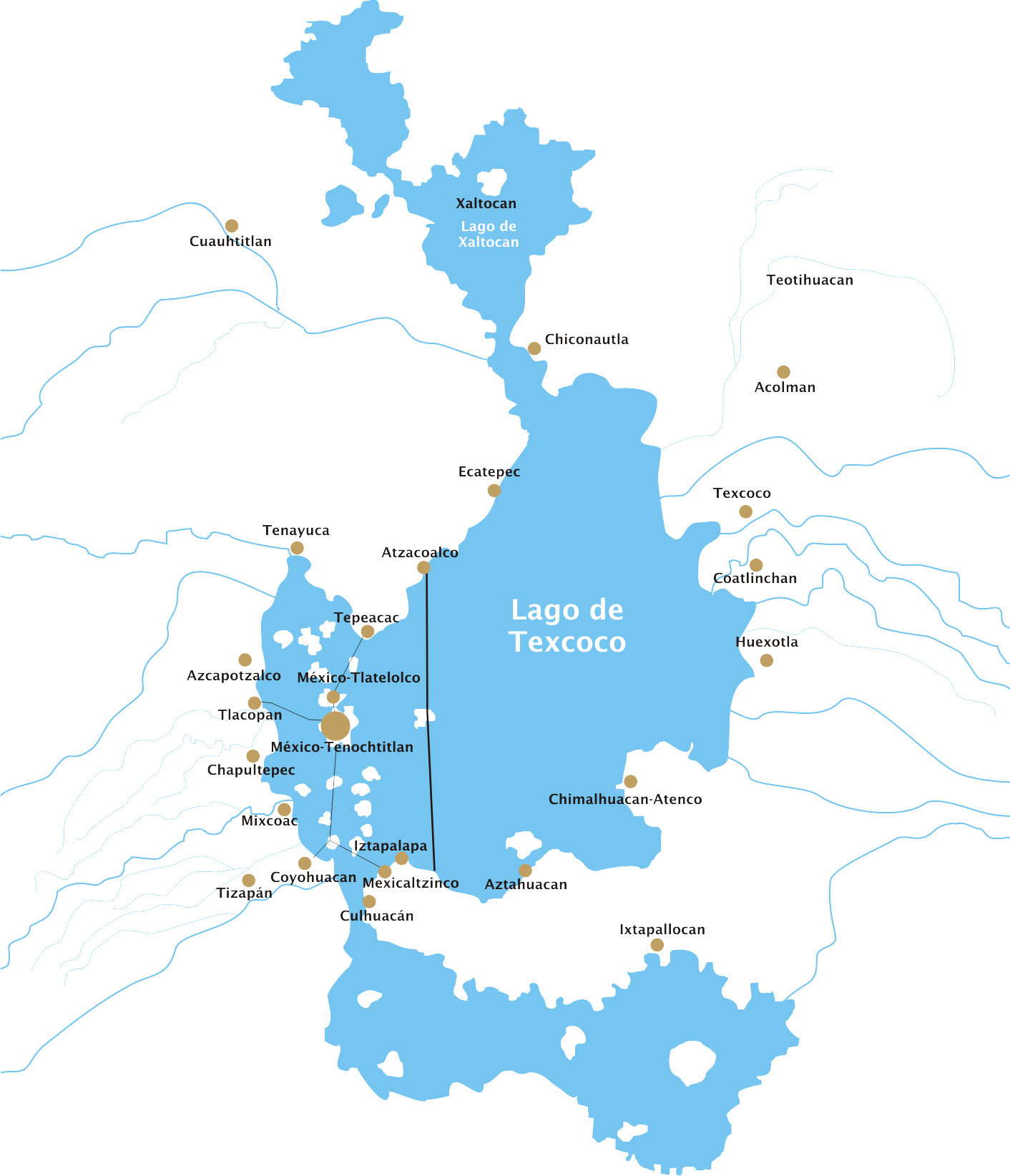
Mapa laguny a města Tenochtitlán

Španělé museli urazit téměř 200 kilometrů, aby se dostali ke svým tlaxcalským spojencům. Aztékové je však pronásledovali a došlo k bitvě u Otumby. Španělští pěšáci drželi pozice a odráželi další a další útoky Aztéků. Cortés osobně velel kavalérii, která neustále útočila na Aztéky. Situace byla pro Španěly zoufalá, protože Aztéků bylo příliš mnoho.
Cortés si ale všiml Aztéckého velitele, a když ho zabil, tak Aztécká armáda utekla z bitvy. Po této bitvě zbylo Cortésovi pouhých 20 koní. V Tlaxcale ho přivítali a slíbili mu vojenskou pomoc. Ovšem Španělé museli přijmout jejich podmínky. Podmínky zněly takto: nebudou muset platit žádné peníze španělskému králi, dostanou pod svou kontrolu město Cholula, budou mít právo postavit v Tenochtitlánu pevnost a tím budou mít nad městem kontrolu.
Cortés musel tyto podmínky přijmout. Bez Tlaxcaly měl jen malou šanci přežít. Přijal podmínky jménem španělského krále Karla V.
Bohužel pro Tlaxcalu, Španělé neměli po dobytí Tenochtitlánu v plánu tyto podmínky dodržovat. Když tlaxcaltští bojovníci pomohli dobýt Tenochtitlán, Španělé ustanovili nové zákony a nová pravidla. Čtyřicet let po dobytí Tenochtitlánu museli Tlaxcaltékové odvádět Španělům stejné peníze, jako každý jiný.

### Obléhání a pád Tenochtitlánu

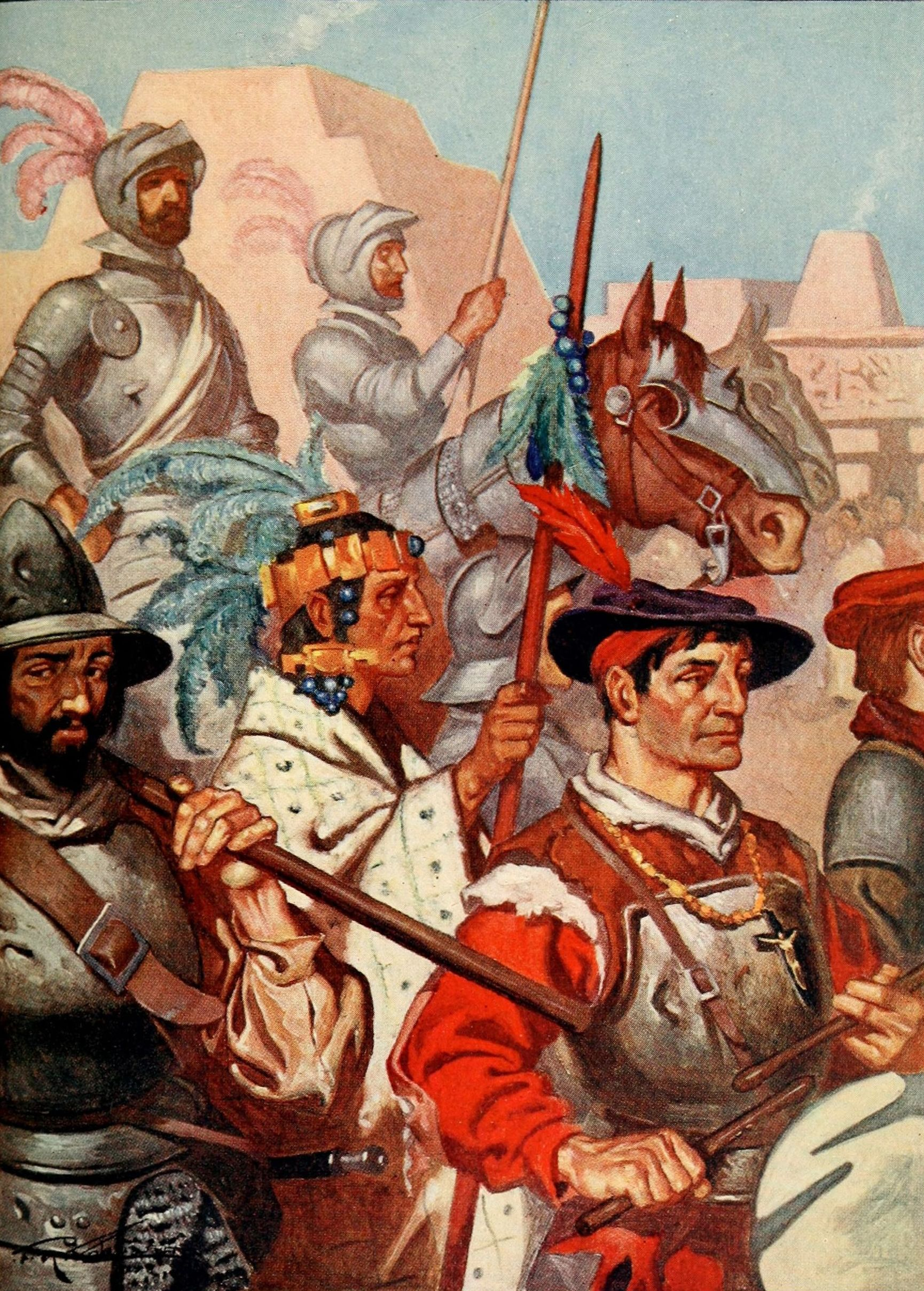
Španělé v čele s Hernánem Cortésem a jejich tlaxcalští spojenci vstupují do aztéckého Tenochtitlánu

Cortés se začal okamžitě připravovat na definitivní dobytí Tenochtitlánu. Přípravy skončily po deseti měsících. Díky podpoře ze Španělska měl teď dohromady 86 jezdců, 118 střelců z kuší a arkebuz, 700 mužů s meči a píkami a 18 děl. Také měl k dispozici 75 000 tlaxcalských bojovníků. Této armádě čelili aztékové v počtu 250 000 bojovníků vyzbrojených meči, dřevěnými kyji, kopími a sekerami. Tentokrát Cortés postupně útočil na všechna aztécká města v okolí Tenochtitlánu. Mezitím ve městě vládl Cuauhtémoc, neboť Cuitláhuac zemřel na spalničky. Cortés zablokoval všechny přístupové cesty k městu. Potom jeho společníci Alvadaro a Olid uzavřeli vodovod vedoucí do hlavního města z Chapultepeku.
Dne 10. května 1521 podnikl Cortés útok ze tří stran. Z jihu postupoval Pedro de Alvarado se 30 jezdci, 150 pěšáky a 25 000 Tlaxcaltéky. Z jihozápadu se do města pokoušel dostat Cristóbal de Olid se 33 jezdci, 18 střelci z kuší, 150 pěšáky a 25 000 Tlaxcaltéky. Ze třetí strany, z jihovýchodu, se dobýval Gonzalo de Sandoval se 24 jezdci, 4 arkebuzíry, 13 střelci z kuší, 150 pěšáky a 30 000 indiánskými spojenci. Čtvrtá cesta byla ponechána Aztékům pro únik, ale tuto možnost nevyužil téměř nikdo. Zbytek španělských vojáků útočil pod velením Cortése. Ten na jezero spustil brigantiny, na které byla umístěna děla a arkebuzy. Aztékové vyslali 500 kánoí, aby zaútočili na Španěly a jejich indiánské spojence na hrázích, ale Cortés proti nim nasadil své brigantiny. Jejich posádky ničily kánoe po desítkách. Zanedlouho v Tenochtitlánu žádné kánoe nezůstaly. Cortesovi vojáci zjistili, že jim v postupu brání zvětšené předěly v hrázích. Za průrvami vystavěli Aztékové kamenné zdi. Španělští dobyvatelé postupovali velice pomalu, protože Aztékové za sebou ničili mosty a z každého domu udělali pevnůstku. Vždy, když Cortés postoupil vpřed, použil materiál z rozbitých domů na opravu cest. Cortés byl jednou dokonce i zajat, ale Cristobal de Olid ho dokázal včas vysvobodit. Aztékové prováděli protiútoky, ale španělské střelné zbraně odsoudily každý jejich pokus k nezdaru. Když viděli, že mají Španělé vojensky navrch, začali využívat psychickou válku – svému bohu válek Huitzilpochtlimu obětovali podle svých zvyků zajatce. Pohled na Aztéky rvoucí srdce z hrudi zajatcům vzbuzoval ve Španělech hrůzu. Cortés neustále nabízel Cuauhtémocovi smír, ale ten každou nabídku odmítl. Obyvatelé Tenochtitlánu umírali po stovkách kvůli spalničkám, které sem španělští vojáci přivezli. V srpnu byli Aztékové také díky nedostatku potravy na konci sil. Cortés 13. srpna dobyl jejich poslední opevnění, což znamenalo zkázu Aztéků. Indiánští spojenci Španělů jako by v tu chvíli zdivočeli. V Tenochtitlánu se rozpoutal hrozný masakr, kde zahynulo odhadem 100 000–150 000 lidí. Přeživší si Tlaxcaltékové odvedli jako oběti pro svého boha. Tenochtitlán byl z velké části zničen, ale na jeho základech bylo postaveno hlavní město Mexika – Mexico City.

### Dobytí Střední Ameriky

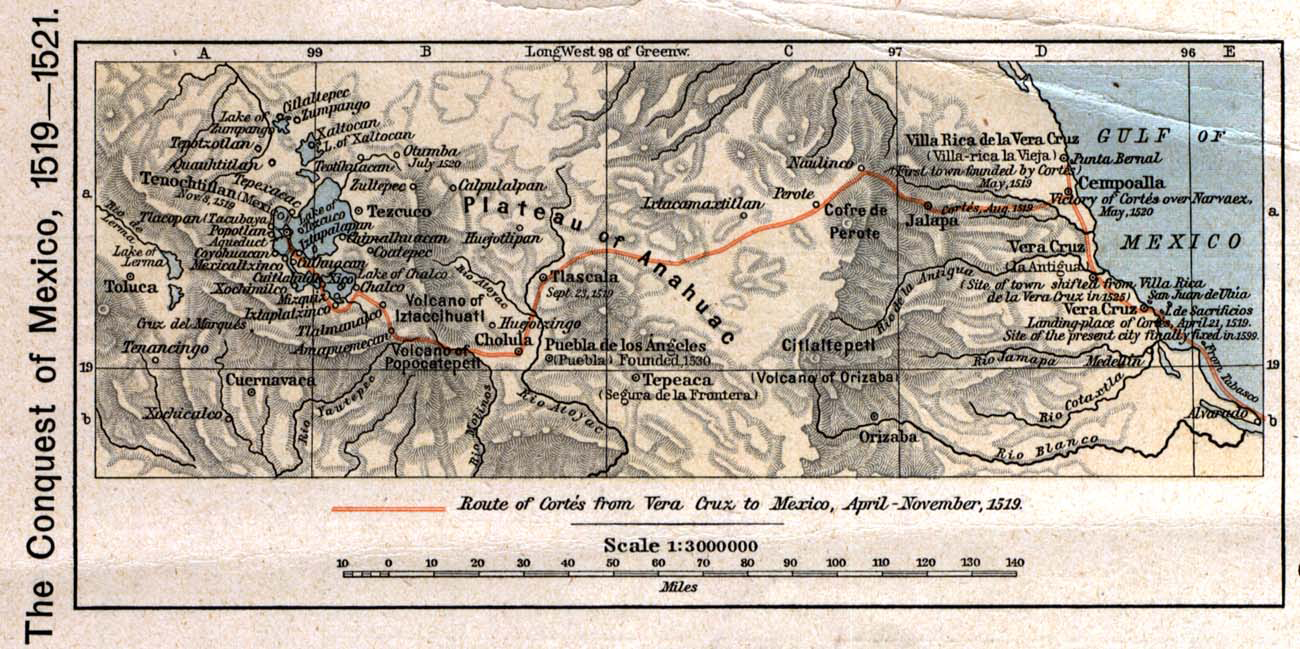
Mapa znázorňující Corstésovu invazi

Dobytí Tenochtitlánu je někdy označováno za hlavní epizodu v dobývání Střední Ameriky, ale toto dobývání je komplexnější a trvalo ještě tři roky než Cortés dobyl celou Střední Ameriku.
Po pádu Tenochtitlánu byly ještě skoro všechny středoamerické kultury v plném rozkvětu. Tlaxcaltékové začali expandovat a dožadovali se území, které jim bylo slíbeno ve smlouvě. Purepechasové a Mixtecové byli šťastní, že Tenochtitlán padl a že jejich úhlavní nepřátelé jsou zničeni. Na západ od aztéckého území panovník (cazonci) rozlehlé Taraskánské říše Tangáxuan II. vyslal k vítězným Španělům své vyslance se zlatem, aby jim jejich prostřednictvím pogratuloval k vítězství. Taraskové („vyznavači ohně“) byli, stejně jako mnozí jiní, dlouholetými nepřáteli Aztéků, a úspěšně bránili v jejich expanzi dál na západ. Taraskové sídlili v centrální planině dnešního státu Michoacán na nesmírně rozsáhlém území, podle všeho i větším, než měli Aztékové. Aztékům se nikdy nepodařilo si Tarasky podrobit a dokonce aztécký panovník uznával taraskánského krále za sobě rovného. Tangáxuan však ale ještě netušil, že dobývání a zlato Španělům imponuje mnohem víc, než jen dobré vztahy s indiány, a že to bude on sám, kdo bude dalším na řadě. Španělé postupovali obdobně jako v případě Aztéků. Pod vedením Cristóbala de Olid byly španělské jednotky vyslány k Tzintzuntzanu, hlavnímu městu Taraskánského státu. Zaskočení Taraskové v počtu 100 000 bojovníků se ale nezmohli k ozbrojenému odporu a Tangáxuan se podvolil španělské nadvládě. Uzavřel zvláštní dohodu se Španěly, která ustanovovala Cortése jako Tangáxuanova spoluvládce, oba muži se měli společně podílet o vládu nad Michoacánem a jeho obyvatelé jim měli vyplácet daně půl na půl. Když ale španělská výprava pod vedením Nuña Beltrána de Guzmán prozkoumávala důkladněji oblast, conquistador odhalil, že Tangáxuan je fakticky jediným opravdovým vládcem říše. Tangáxuan byl zajat a popraven a jeho mrtvé tělo bylo vhozeno do řeky Lermy. Tím ale období násilí a nepokojů teprve začalo. V průběhu následujících let byly španělskou vládou na taraskánský trůn dosazováni loutkoví vládci a území bylo postupně pokřesťanštěno misionáři. To už ale Španělé věnovali pozornost dalším výbojům.
Trvalo ještě dalších 60 let než byla Střední Amerika plně podrobena. Španělské úplné dobytí Yucatánu trvalo 170 let. Od 16. do 19. století vedli Čičimékové, kočovné skupiny ze severního Mexika a Texasu, války proti Španělům. Čičimekové byli téměř vybiti. Dnes jich zbývá pouhých 600 osob.
Hlavním důvodem, proč středoamerické kultury padly, byly evropské nemoci. Ty zapříčinily smrt až 75 % indiánského obyvatelstva a podlomily tak všechny indiánské kultury, včetně těch, které uzavřely se Španěly spojenectví.

### Aztécká říše pod španělskou nadvládou

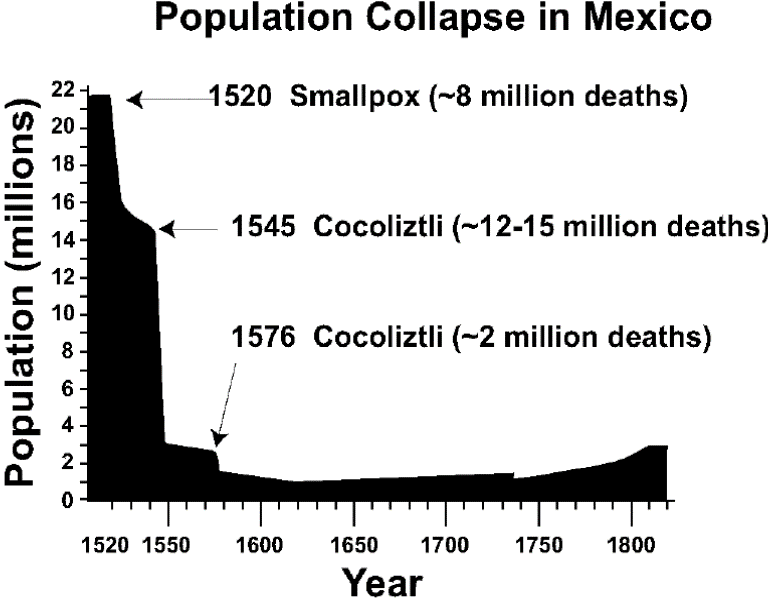
Kolaps populace neštovicemi v roce 1520 a následně neidentifikovanou nemocí „cocoliztli“.

Evropané se dlouho nemohli rozhodnout, zda mají s Indiány zacházet jako s lidskými bytostmi, zda mají nesmrtelnou duši a zda je mají křtít. Teologové se brzy usnesli, že Indiáni mají nesmrtelnou duši a že je třeba obrátit je na pravou víru. I tak byli Indiáni využíváni jako otroci. K břemenům, které Indiánům ukládali světští páni, se družila břemena církevní. Křesťanští mniši většinou chránili Indiány před krutostí conquistadorů, ale když šlo o Boha, dokázali být krutí i oni.
Nejstrašnějším následkem španělské kolonizace byly evropské nemoci – neštovice, spalničky a chřipka, proti nimž neměli Indiáni obranné látky. V Mexiku se často opakovaly epidemie, které kosily statisíce Indiánů a sužovaly Mexiko ještě dvě staletí. Po dlouhá staletí žilo v Mexiku méně lidí než před příchodem Evropanů. Přesto mnoho Indiánů splynulo se španělskou kulturou a vytvořilo základ dnešního obyvatelstva Mexika.